# Foramen criblé
Les foramens criblés sont les orifices de la lame criblée de l'ethmoïde.
Ils sont situés dans les deux dépressions latérales à la crista galli dans lesquelles reposent les bulbes olfactifs.
Ils permettent le passage d'environ 20 faisceaux de fibres nerveuses qui composent le nerf olfactif depuis la cavité nasale jusqu'aux bulbes olfactifs.
Ces foramens varient en taille et en nombre avec l'âge.